# Disharmonici
Disharmonici je plzeňská punk rocková skupina. Skupina je charakteristická zejména originálními texty. Texty jsou vtipné, hravé a plné nadsázky.[zdroj?] Zpočátku byla kapela velmi ovlivněna skupinami Zastávka Mileč, Visací zámek, Sex Pistols, Ramones a Znouzectnost. Postupem času si kapela našla vlastní hudební styl, který je sloučeninou punku, rocku a folku.

## Historie kapely
Skupina (tehdy jen duo) vznikla roku 1987 na bramborové brigádě v Kasejovicích v hospodě u Adamců, kam byli vysokoškoláci doctor H a Banjo odesláni v rámci studia. Během studia uskutečnili několik koncertů a celé své snažení pak završili vydáním alba No comment. To mělo poměrně velký úspěch,[zdroj?] pročež hudebníci sehnali basáka Maxe a bubeníka Caina ze skupiny Znouzectnost. Nedlouho poté přichází Spok s druhou kytarou. Již jako kapela pak v roce 1997 natočili album Monarchy In the CZ. Poté opouští kapelu bubeník Caine. Spok se přesunuje od kytary k bicím. Po nějakou dobu pomáhá bubnovat Mirče a kapela vystupuje se dvěma bicími soupravami. V roce 2000 vydávají Disharmonici album Mlčení kachňátek. V roce 2002 odchází basák Max a nahrazuje ho basák Pýt. V roce 2004 opouští kapelu Spok (dočasně – odjezd do Japonska) a Pýt (trvale). Hledají se noví basáci a bubeníci. Nalezen je PaKi (baskytara) a ToKi (bicí). Po několika měsících se do kapely navrací Spok, v původní roli druhého kytaristy. Roku 2007 se konečně sestava stabilizuje. To už za bicími sedí Georgo. Výsledkem je vydání alba Never Ending Sorry koncem roku 2009. Po roce vydávají další album Vyšší disharmonická. V roce 2013 se stává členkou zpěvačka a saxofonistka Ema, dříve členka Znouzectnosti. Spok se opět přesunuje, tentokrát za baskytaru. Za bicí usedá Vedoucí. Koncem roku 2014 Ema kapelu opouští.

## Členové kapely
- Banjo – kytara, zpěv
- doctor H – zpěv
- Spok – baskytara, zpěv
- Vedoucí – bicí

## Diskografie
- No comment (1995)
- Monarchy In the CZ (1997)
- Mlčení kachňátek (2000)
- Never Ending Sorry (2009)
- Vyšší disharmonická (2010)
- Dinopunk (2021)